# Jove arquer
El Jove arquer és una escultura exempta en marbre de 97 cm d'altura, atribuïda a Miquel Àngel, que data a l'entorn de 1491-1492 i es troba al Metropolitan Museum of Art, Nova York.

## Història

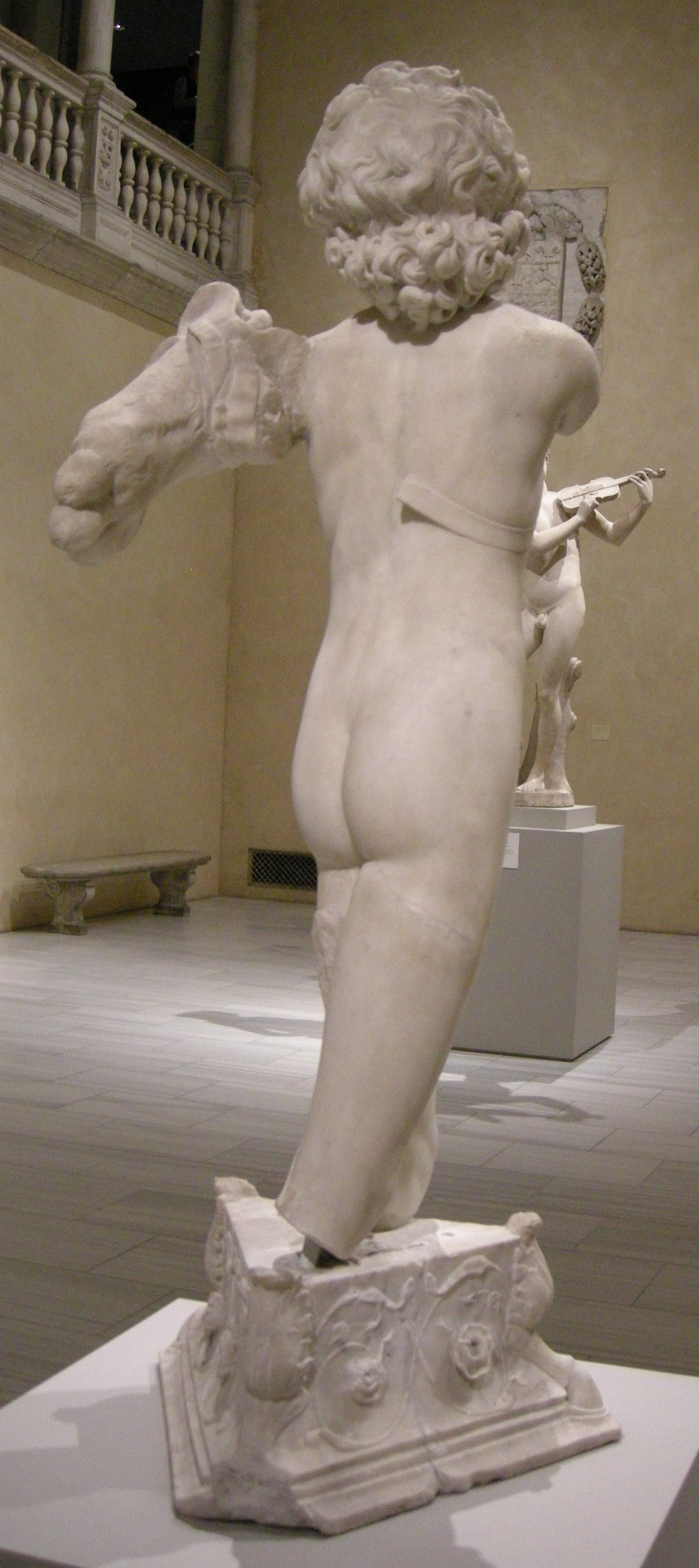
Part posterior del Jove arquer

L'obra era anteriorment a la col·lecció Borghese i que va passar a Stefano Bardini. El 27 de maig 1902 es va vendre en una subhasta de Christie's amb l'atribució a Miquel Àngel i des d'aleshores es va perdre per complet la seva pista, de manera que la reproducció gràfica en el seu catàleg va ser per llarg temps el que va mantenir l'única evidència de l'existència de l'obra.
Aquesta obra ha estat relacionada amb la pèrdua de l'escultura del Cupido dret o Cupido-Apol·lo esculpit per Miquel Àngel per al banquer Jacopo Galli.
L'obra va ser redescoberta el 1990 pel conservador del Museu Metropolità James David Draper a l'ambaixada francesa (Departament de Cultura), a la Cinquena Avinguda de Nova York. Durant dècades, l'escultura havia decorat una font al vestíbul d'entrada on havia estat col·locada, probablement, per l'arquitecte que havia dissenyat l'edifici, Stanford White L'atribució a Miquel Àngel va ser refermada el 1997 per Kathleen Weil-Garris Brandt, guanyant una mica de consens, però també amb alguna crítica.
Va ser prestada per deu anys al museu de Nova York, i ha estat el centre d'una exposició sobre el jove Miquel Àngel al Palazzo Vecchio el 1999 i al MET durant l'any 2009.

## Descripció i estil
L'escultura mostra a un home jove, nu, sense braços i les cames fins a sota els genolls. El braç esquerre sosté, un carcaix amb forma de pota de lleó. Comparable a altres obres juvenils de l'artista, com l'Àngel de l'Arca de sant Domènec, el Crucifix del Santo Spirito i el sàtir del Bacus, es caracteritza per una certa morbidesa al modelatge i una entonació sentimental delicada encara lluny de la terribilità de les seves obres de maduresa.
La figura sembla fer un pas, amb una torsió en el cos, que augmenta els punts de vista "d'interès" prop de l'estàtua. És probable que la inclinació del cap estava realitzada per l'acte de disparar una sageta. La precisió anatòmica és notable i comparable amb algunes figures de La batalla dels centaures.
L'estat de conservació està en perill, així com les parts que falten i abrasions a la superfície, per la seva exposició durant anys en un jardí, com l'Horti Borghese. Algunes juntes de metall es troben en diversos llocs de l'escultura, per tornar a muntar les peces perdudes. S'observa, tanmateix, algunes petites parts no polides (els cabells i el tors) com deixats pendents, fet freqüent a l'art de Miquel Àngel. Altres parts semblen haver estat acabades amb gran cura, com la cara o les natges.